# میرخاس دوسکی
میرخاس دوسکی (انگلیسی: Merchas Doski؛ زادهٔ ۷ دسامبر ۱۹۹۹) بازیکن فوتبال اهل عراق است.
وی همچنین در تیم‌های ملی فوتبال زیر ۲۳ سال عراق و عراق بازی کرده‌است.